# Пак Погом
Пак Пого́м (кор. 박보검?, 朴寶劍?; род. 16 июня 1993 года, Сеул, Республика Корея) — южнокорейский актёр и певец. Выдающийся представитель «Корейской волны», ставший самым молодым артистом, получившим звание «Актёр года» по версии Gallup Korea. Первым из актёров возглавил список Forbes Korea Power Celebrity 40 по версии журнала Forbes в 2017 году. Получил звание «Младшего брата нации». Лауреат множества южнокорейских премий, в том числе двукратный лауреат престижной премии «Пэксан» и лауреат телепремии «Голубой дракон».
Стал известным по роли в дораме «Ответ в 1988» и закрепил успех, снявшись в телесериалах «Лунный свет, нарисованный облаками», «Бойфренд», «Записки юности», «Когда жизнь даёт тебе мандарины» и «Хороший мальчик», а также в фильме «Со Бок». В 2020 году он выпустил свой дебютный студийный альбом под названием Blue Bird в Японии на лейбле Pony Canyon. В 2023 году он дебютировал на театральной сцене в мюзикле «Позволь мне летать».

## Ранняя жизнь и образование
Пак Погом родился в Сеуле 16 июня 1993 года и является младшим ребёнком в семье. Имя «Погом» (寶劍) означает «драгоценный меч». Мать Погома умерла, когда он учился в четвёртом классе. Мальчик начал учиться играть на пианино в детском саду и позже стал церковным пианистом, также состоял в хоре. Был членом команды по плаванию Сеульской средней школы Моктон.
Когда Погом учился во втором классе старшей школы, он отправил видео, где он поёт и играет на пианино, в известные агентства. Юноша, который изначально хотел стать айдолом, позже изменил своё решение в пользу актёрской деятельности. Окончил старшую школу Синмок в 2012 году и поступил в марте 2014 года в университет Мёнджи в качестве студента Музыкального театра. Несмотря на свою актерскую карьеру, вёл активную студенческую жизнь и участвовал в программах культурного обмена своего университета в Европе. Получил степень бакалавра в феврале 2018 года.

## Карьера

### 2011—2013: Начало карьеры
В 2011 году Пак Погом дебютировал под руководством Sidus HQ, сыграв второстепенную роль в триллере «Слепая». Затем он присоединился к Blossom Entertainment и сыграл в боевике-комедии «Полицейский на подиуме», дорамах «Застывший снимок» и «Мститель в маске». В 2013 году он получил свою первую главную роль в телесериале «Замечательная мама», сыграв сына главной героини.

### 2014—2015: Рост популярности и прорыв
В 2014 году Пак Погом снялся в дораме «Чудесное время» и сыграл вундеркинда-виолончелиста в «Нэиль Кантабиле», экранизации японской манги Nodame Cantabile. За эти роли он был номинирован как «Лучший новый актёр» на премиях KBS Drama Awards и APAN Star Awards. Затем Погом снялся в фильмах «Трудный день», который был показан на Каннском кинофестивале, и «Битве за Мён Рян» (2014), ставшим самым кассовым корейским фильмом всех времён.

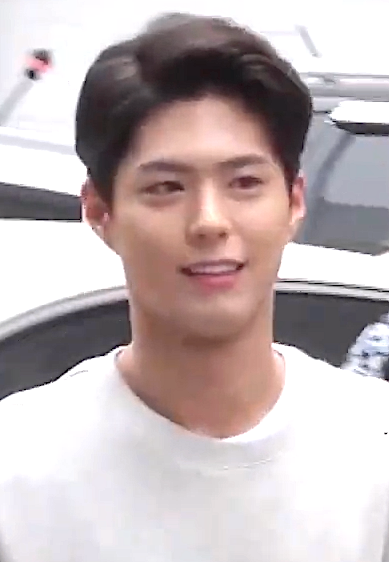
Пак Погом, 2015

В мае 2015 года юноша присоединился к Music Bank в качестве  соведущего вместе с Айрин из Red Velvet. Они оба привлекли внимание взаимной химией. Пресса назвала их одними из лучших партнеров в истории шоу, а Пак Погом был награждён премией «Лучший новичок» на KBS Entertainment Awards.
За отход от своих привычных ролей и публичного имиджа, Погом получил восторженные отзывы зрителей и критиков в криминальной дораме «Привет, монстр!» 2015 года. Роль в этом сериале принесла ему популярность и награду за «Лучшую мужскую роль второго плана» в конце года на KBS Drama Awards. В том же году он снялся в фильме «Китайский квартал», который был показан на Каннском кинофестивале. Эта роль принесла ему номинацию «Лучший новый актёр в кино» на премии «Пэксан» и награду «Восходящей звезды» на 11-й премии MaxMovie Awards.
Затем Пак Погом сыграл гениального игрока в го Чхве Тхэка в «Ответе в 1988» 2015 года. Сериал стал хитом с рейтингом аудитории, достигшим 18,8 %, что сделало его самой высокорейтинговой корейской дорамой в истории кабельного телевидения, а Погом получил прозвище «Младшего брата нации». Дорама помогла стать Паку Погому известным в Корее и сделала его восходящая звездой Корейской волны, а Top Chinese Music Awards вручил ему награду за «Лучшего международного артиста», американская премия DramaFever Awards — премию «Лучшая восходящая звезда», телеканал tvN10 — премию Asia Star Award.

### 2016 — 2020: Основной успех

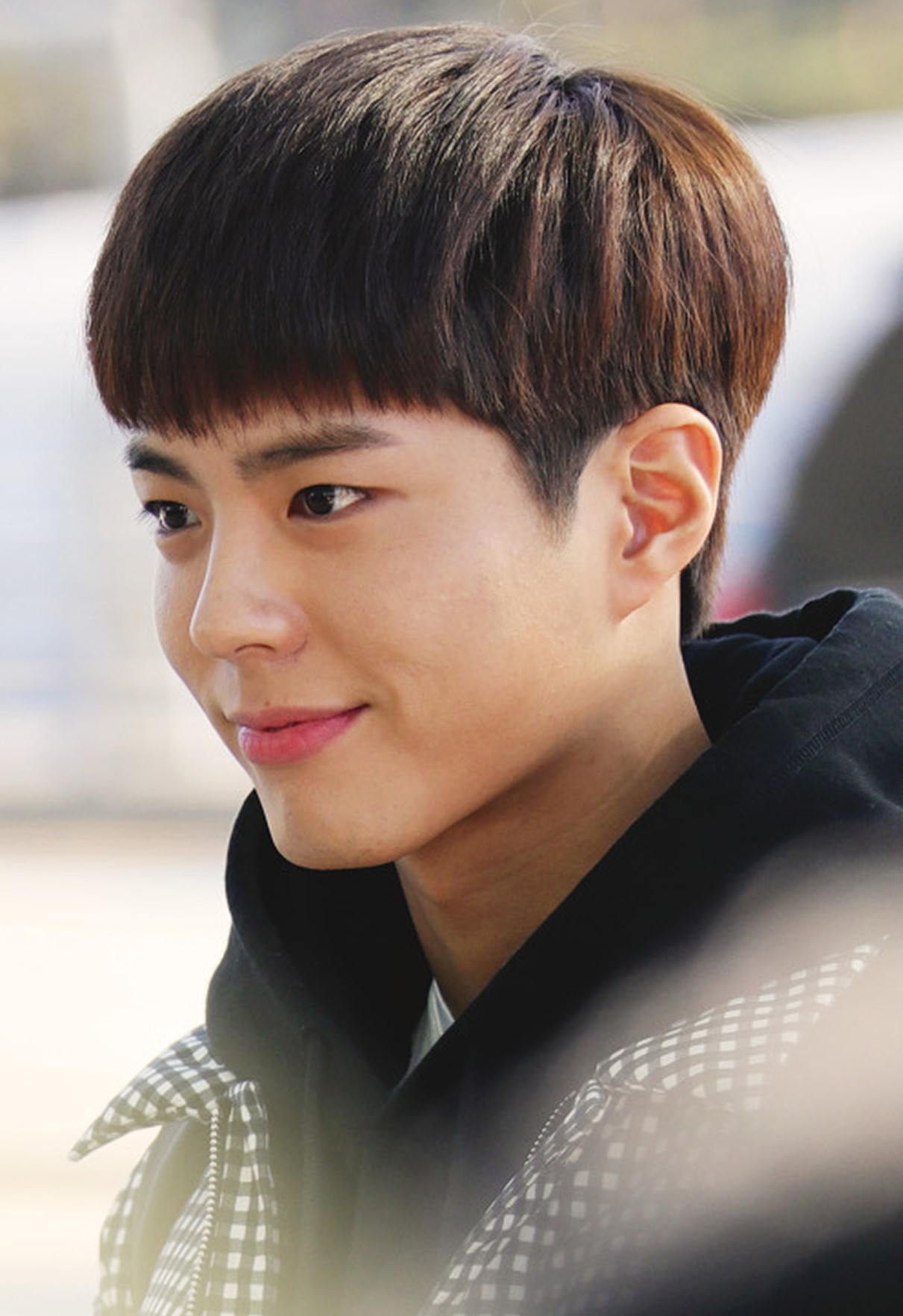
Пак Погом в 2016 году в аэропорту Инчхона

В феврале 2016 года Пак Погом появился в телевизионном туристическом шоу «Юность краше цветов: Африка». В июне 2016 года покинул пост ведущего в Music Bank.

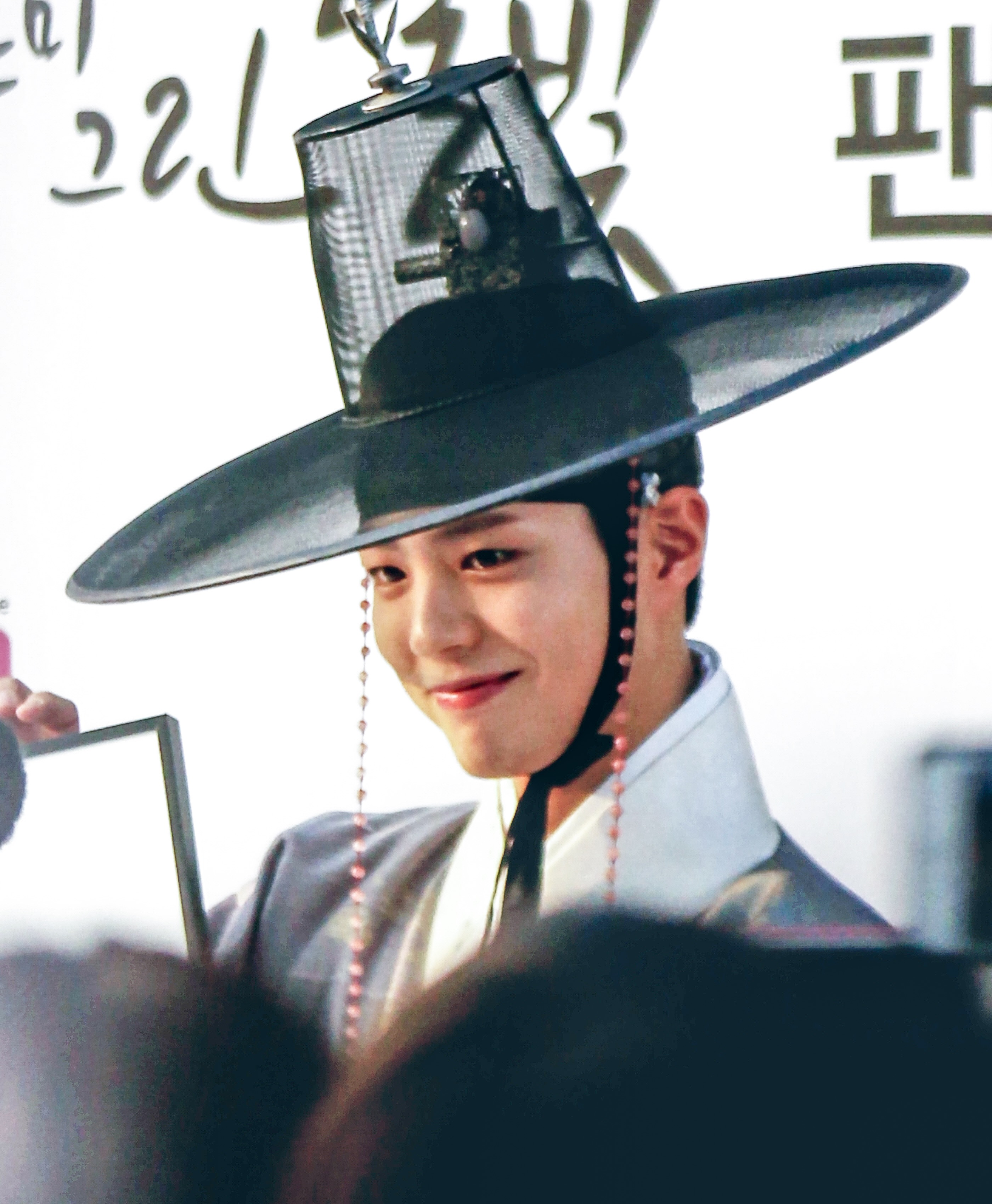
Пак Погом в «Лунном свете, нарисованным облаками»

В августе 2016 года он снялся в исторической дораме «Лунный свет, нарисованный облаками» вместе с Ким Ю Чжон. Став хитом в Корее и за её пределами, сериал достиг пикового рейтинга аудитории 23,3 %. Популярность дорамы породила выражение «синдром лунного света» и укрепила статус Пака Погома как универсального актёра. За эту роль он получил несколько наград, в том числе номинацию в категории «Лучшая мужская роль» и премию «Награда за популярность» на 53-й церемонии вручения премии «Пэксан», а также награду «Top Excellence Award» на 30-й церемонии вручения премии KBS Drama Awards. Пак также выпустил свой первый саундтрек к дораме под названием «My Person», который сразу после выхода возглавил чарты Melon, Mnet, Bugs, olleh, Soribada, Genie, Naver и Monkey3 и дебютировал на 3-м месте в музыкальном чарте Gaon.
В конце 2016 года он отправился в свой первый тур по всей Азии, посетив восемь городов, и к марту 2017 года встретился с более чем 30.000 фанатами.
После двухлетнего перерыва в актёрской карьере, чтобы сосредоточиться на учёбе, Пак вернулся на экраны в 2018 году с первой главной ролью в романтической мелодраме «Бойфренд» (2018) вместе с Сон Хегё. Частично съёмки проходили на Кубе,. Сериал стал одной из самых высокооценённых корейских дорам в истории кабельного телевидения, достигнув пика популярности с рейтингом 10,329% по всей стране. Успех «Бойфренда» привёл к продаже прав на трансляцию в нескольких странах за пределами Южной Кореи. Пака высоко оценили за его тонкую актёрскую игру. Он занял первое место в рейтингах популярности актёров ещё до премьеры сериала и удерживал лидерство в течение девяти недель, что принесло ему прозвище «Бойфренд нации». В 2018 году он занял 4-е место в ежегодном опросе Gallup Korea «Актёр года на телевидении».

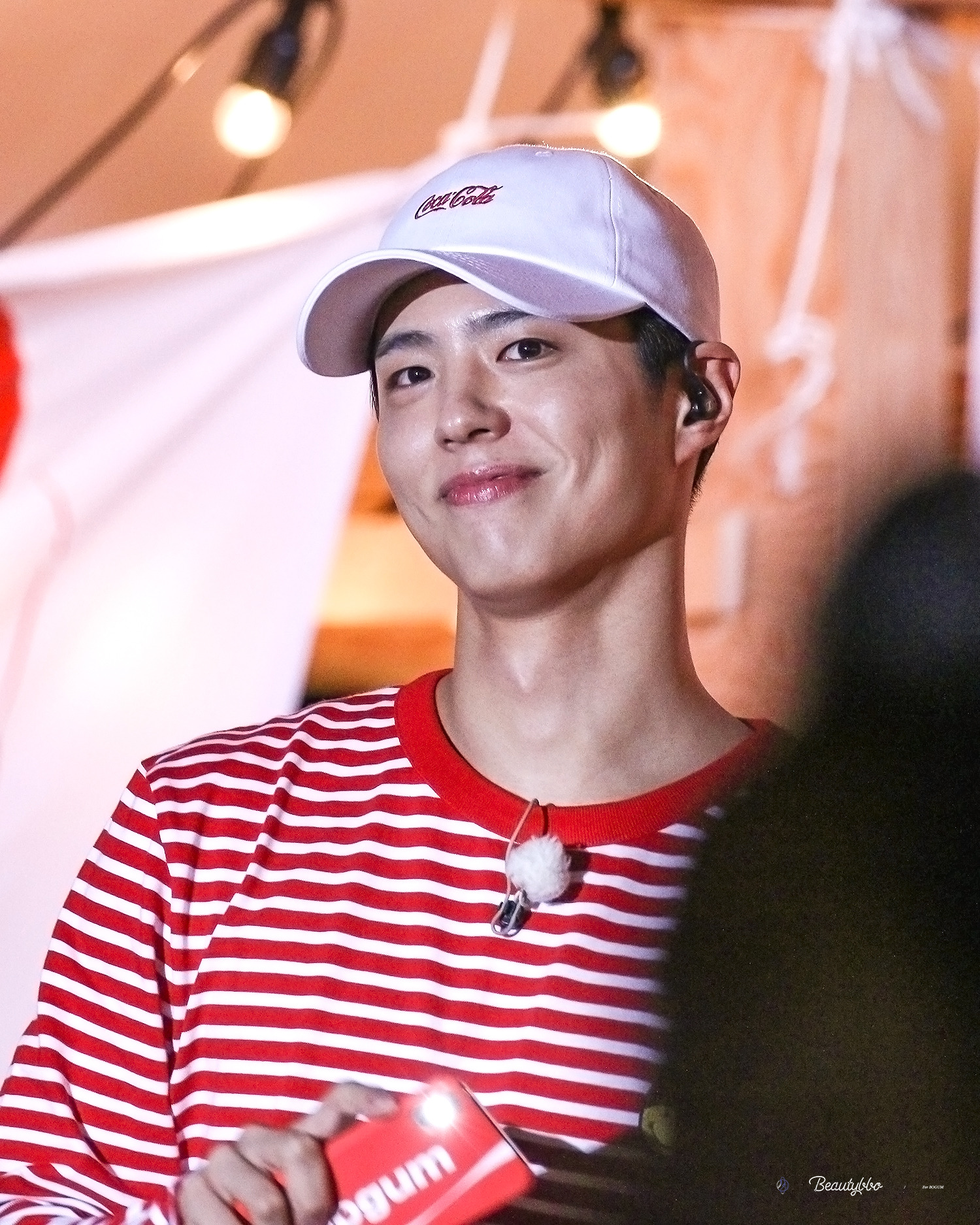
Пак Погом, 2019 год

В 2019 году Пак Погом выпустил свой первый японский сингл «Bloomin». 14 марта 2020 года Пак Погом выпустил музыкальное видео на заглавный трек «Dear My Friend» своего первого японского альбома Blue Bird. 18 марта 2020 года Пак выпустил свой первый японский альбом Blue Bird, состоящий из 11 треков, включая сингл «Bloomin» 2019 года выпуска. 10 августа 2020 года Погом выпустил свой новый сингл «All My Love», чтобы отпраздновать 9-летнюю годовщину своего дебюта. Его сингл-альбом All My Love был выпущен 12 августа 2020 года.
Пак снялся в драме о взрослении «Записки юности» в 2020 году, съёмки которой завершились за неделю до его призыва в армию. На момент выхода сериал установил рекордный рейтинг премьерного просмотра для дорам телеканала tvN, выходящих по понедельникам и вторникам, и стал популярным за пределами Кореи благодаря Netflix. Сериал получил положительные отзывы за реалистичное изображение миллениалов и поколения Z и был номинирован на премию за лучший сценарий на 57-й церемонии вручения наград «Пэксан». Журнал Forbes назвал его одной из лучших корейских дорам 2020 года. Его актёрская игра была высоко оценена, что укрепило его репутацию актёра уровня «Национального достояния». В 2020 году он занял 2-е место в ежегодном опросе Gallup Korea «Актёр телевидения года».
В 2021 году, когда Пак служил в армии, научно-фантастический фильм «Со Бок» режиссера Ли Ён-джу, ставший его первой главной ролью в кино, совместно с Кон Ю, вышел одновременно в кинотеатрах и на стриминговом сервисе TVING. Фильм получил в целом положительные отзывы критиков, а игра Пака в роли человеческого клона была высоко оценена. За эту роль он был удостоен награды за лучшего нового актера на 41-й церемонии вручения премии Golden Cinematography Awards.

### 2022—н.в.: Продолжающийся успех
Демобилизовавшись из армии, Пак Погом присоединился к актёрами и режиссеру дорамы «Лунный свет, нарисованный облаками» в телешоу «Молодежный лагерь», которое вышло в эфир в сентябре 2022 года на телеканале TVING. В декабре 2022 года Пак расторг контракт с Blossom Entertainment после десяти лет работы в компании. В следующем месяце он подписал контракт с агентством The Black Label — филиалом YG Entertainment.
Дебютировал на театральной сцене в главной роли в мюзикле «Let Me Fly» в 2023 году. Билеты были раскуплены в течение двух минут из-за повышенного спроса. Получил признание за свою игру и был номинирован на премию Korean Musical Awards в категории «Лучший новый актёр». В 2024 году провёл церемонию MAMA Awards в Лос-Анджелесе, Калифорния, которая стала первой церемонией, прошедшей за пределами Азии. Также участвовал в реалити-шоу JTBC и Disney+ «Меня зовут Габриэль» (2024) режиссёра Ким Тхэхо, где на протяжении 72 часов жил жизнью ирландца. Кроме того, снялся в научно-фантастическом фильме «Страна чудес» (2024) режиссёра Ким Тхэёна, который вышел в кинотеатрах и на Netflix.

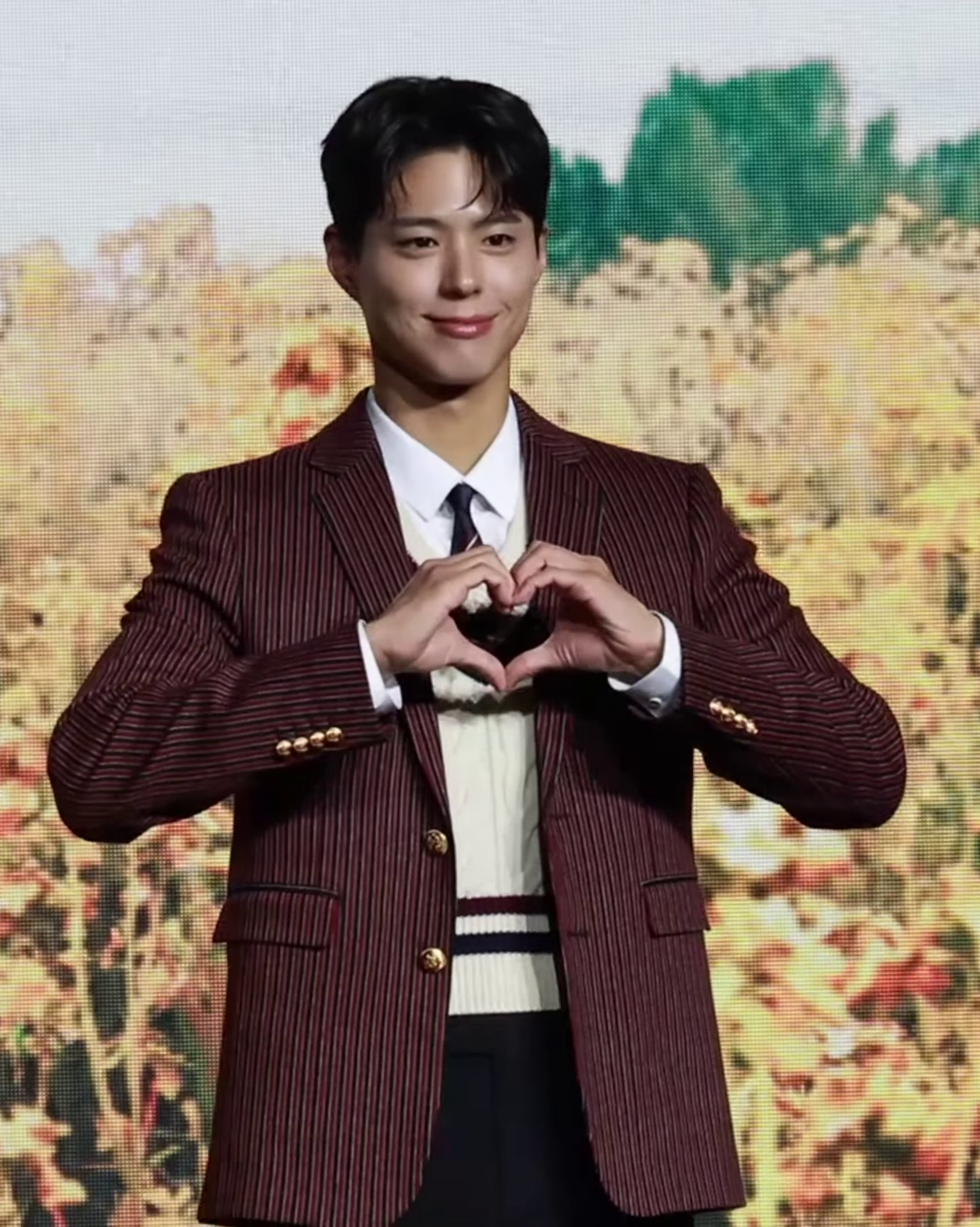
Пак Погом на пресс-конференции сериала «Когда жизнь даёт тебе мандарины», 2025 год

Пак снялся в телевизионном сериале Netflix «Когда жизнь даёт тебе мандарины», который был снят режиссёром Ким Вонсоком по сценарию Лим Санчхуна в марте 2025 года. Сериал занял первое место среди неанглоязычных шоу платформы на несколько недель, а его игра получила широкое признание как у зрителей, так и у критиков, что принесло ему вторую номинацию на премию «Пэксан» в категории «Лучшая мужская роль — телевидение». Популярность его образа Квансика привела к появлению в некоторых СМИ термина «Квансик-мания». Также этот образ запустил вирусный мем в социальных сетях под названием «Мой собственный Квансик», где пользователи делились историями о своих партнёрах, мужьях и отцах, ведущих себя как персонаж Пака.
В марте 2025 года Пак начал вести седьмое сезонное шоу KBS2 «Времена года: Пак Погом и его кантабиле». Также в мае 2025 года он снялся в телесериале JTBC и Prime Video «Хороший мальчик» под режиссурой Сим Наён. За свою роль Пак получил высокие оценки за успешное перевоплощение в героя боевика и за разносторонность в изображении жанров экшена, комедии и романтики. Благодаря своим достижениям в «Мандаринах» и «Хорошем мальчике», крупнейшая газета Кореи «Чосон Ильбо» объявила 2025 год «Годом Пак Погома».

## Публичный имидж
Пак — ведущая звезда Южной Кореи и значимая фигура халлю на международной арене. Корейский совет по кинематографии описывает его как «актёра с невинной мужественностью, редко встречающейся в корейском кино». Рёнхап отмечает, что он «широко любим за свой здоровый и честный образ». По данным South China Morning Post, его «мягкий облик и лёгкая улыбка сделали его популярным, но именно выразительные актёрские способности и талант принесли ему славу». India Today называет его «актёром с огромным талантом и универсальностью», который «сияет вне времени и жанров».

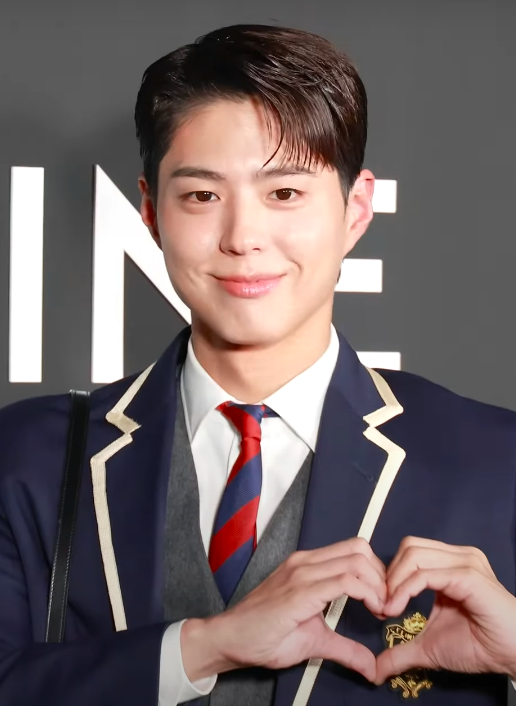
Пак Погом на мероприятии Céline, 2024 год

В 2016 году, в возрасте 23 лет, Пак стал самым молодым актёром, признанным «Телевизионным актёром года» по версии Gallup Korea. В 2017 году он возглавил список влиятельных знаменитостей Кореи по версии журнала Forbes, став первым и единственным актёром, добившимся такого успеха. С тех пор он ежегодно включается в этот список. Благодаря своим выступлениям и публичному имиджу, Пак получил несколько прозвищ от СМИ, включая «Младший брат нации», «Королевский принц нации», «Бойфренд нации», «Зять нации» и «Принц Азии». Термин «Магия Погома» также используется для описания его «исцеляющего» присутствия.
Пак Погом — известный актёр и амбассадор множества брендов как в Южной Корее, так и за её пределами. Институт корейских бизнес-исследований ввёл термин «Эффект Пак Погома», который описывает его высокую и стабильную репутацию как рекламного лица, охватывающую различные демографические группы. В 2017 году он был признан топ-амбассадором среди знаменитостей по версии руководителей маркетинговых отделов. Пак является самым продолжительным рекламным лицом компании Coca-Cola, сотрудничая с ней на протяжении четырёх лет. В 2018 году он выступал факелоносцем зимних Олимпийских игр в Пхёнчхане в качестве «Представителя актёров Южной Кореи». Также он стал первым мужчиной-амбассадором японской шоколадной марки Ghana и первым актёром, ставшим глобальным амбассадором французской люксовой марки Céline.
Пак был отмечен своей родиной несколькими государственными наградами. В 2022 году он получил благодарность премьер-министра от Комиссии по финансовым услугам за активное участие в волонтерской работе в детских домах, волонтерской деятельности по производству угольных брикетов и мероприятиях по поддержке женщин для утешения что способствовало расширению его положительного влияния как общественного деятеля. В 2025 году Министерство культуры, спорта и туризма Республики Корея назначило его первым мужчиной-исполнителем в категории «Культурный артист Халлю» для продвижения традиционной корейской одежды ханбок и контента, связанного с ней, на международном уровне.

## Личная жизнь

Пак Погом на концерте Военно-морского флота в ноябре 2021 года

### Военная служба
31 августа 2020 года Пак поступил на службу в военный оркестр военно-морского флота в качестве солдата по пропаганде культуры в рамках прохождения обязательной военной службы. В ноябре 2021 года он был произведен в сержанты. Пак должен был быть уволен с военной службы 30 апреля 2022 года. После подачи заявления в часть об использовании оставшегося личного отпуска и отпуска перед увольнением он был досрочно уволен 21 февраля 2022 года, не вернувшись в часть после своего последнего отпуска в соответствии с руководящими принципами Министерства обороны по предотвращению распространения COVID-19.
Во время военной службы Пак получил лицензию парикмахера. Он также был организатором патриотического концерта ВМС Республики Корея 2020 года в октябре 2020 года, церемонии празднования 6-го Дня защиты Западного моря в марте 2021 года, патриотического концерта ВМС Республики Корея в июне 2021 года и патриотического концерта ВМС Республики Корея 2021 года в октябре 2021 года.

## Фильмография

### Фильмы
| Год  | Название                      | Роль              | Примечание             |
| ---- | ----------------------------- | ----------------- | ---------------------- |
| 2011 | Слепая                        | Мин Донхён        |                        |
| 2012 | Полицейский на подиуме        | молодой Ча Чульсу |                        |
| 2014 | Трудный день                  | офицер Ли Джинхо  |                        |
| 2014 | Битва за Мён Рян              | Бэ Субин          |                        |
| 2014 | Twinkle-Twinkle Pitter-Patter | Джуну             | короткометражный фильм |
| 2015 | Китайский квартал             | Пак Сокхён        |                        |
| 2019 | Со Бок                        | Со Бок            |                        |
| 2024 | Страна чудес                  | Тэ Джу            |                        |

### Телесериалы
| Год       | Название                           | Роль                         | Канал | Примечание       |
| --------- | ---------------------------------- | ---------------------------- | ----- | ---------------- |
| 2012      | Герой                              | Кан Дону                     | OCN   |                  |
| 2012      | Застывший снимок                   | молодой Ким Хёнму            | KBS2  |                  |
| 2012      | Мститель в маске                   | Хан Мингю                    | KBS2  | 26-28 эпизоды    |
| 2013      | Замечательная мама                 | Го Ёджун                     | SBS   |                  |
| 2014      | Чудесное время                     | молодой Кан Дон Сок          | KBS2  |                  |
| 2014      | Нэиль Кантабиле                    | Ли Юнху                      | KBS2  |                  |
| 2015      | Продюсер                           | Самого себя                  | KBS2  | Камео, эпизод 9  |
| 2015      | Привет, монстр!                    | Юн Сонхо/Ли Мин              | KBS2  |                  |
| 2015—2016 | Ответ в 1988                       | Тхэк, юный гений игры в го   | tvN   |                  |
| 2016      | Лунный свет, нарисованный облаками | Лиён                         | KBS2  |                  |
| 2018—2019 | Бойфренд                           | Ким Джинхёк                  | tvN   |                  |
| 2020      | Итэвон Класс                       | Новый повар в ресторане Су А | JTBC  | Камео, эпизод 16 |
| 2020      | Записки юности                     | Са Хеджун                    | tvN   |                  |
| 2024      | Хороший мальчик                    | Юн Дон Джу                   | JTBC  |                  |

### Веб-сериалы
| Год  | Название                        | Телесеть | Роль    | Ссылка  |
| ---- | ------------------------------- | -------- | ------- | ------- |
| 2025 | Когда жизнь даёт тебе мандарины | Netflix  | Квансик | [ 125 ] |

### Телешоу
| Год  | Название                              | Телесеть | Примечания         | Ссылка          |
| ---- | ------------------------------------- | -------- | ------------------ | --------------- |
| 2016 | «Юность краше цветов: Africa»         | tvN      | Актёрский состав   | [ 126 ]         |
| 2018 | «Проживание в семье Хёри» (2-й сезон) | JTBC     | Неполная занятость | [ 127 ] [ 128 ] |

## Дискография

### Синглы
| Год                                                                                     | Название                                | Наивысшая позиция | Продажи (Digital) | Альбом                                 |
| Год                                                                                     | Название                                | KOR Gaon          | Продажи (Digital) | Альбом                                 |
| Синглы                                                                                  | Синглы                                  | Синглы            | Синглы            | Синглы                                 |
| --------------------------------------------------------------------------------------- | --------------------------------------- | ----------------- | ----------------- | -------------------------------------- |
| 2016                                                                                    | «My Person» (내 사람)                   | 3                 | - KOR: 335,921+   | Лунный свет, нарисованный облаками OST |
| 2019                                                                                    | «Bloomin»                               | —                 | Нет данных        | blue bird                              |
| 2020                                                                                    | «Dear My Friend»                        | —                 | Нет данных        | blue bird                              |
| 2020                                                                                    | «All My Love»                           | —                 | Нет данных        | Сингл не входящий в альбом             |
| Рекламные синглы                                                                        |                                         |                   |                   |                                        |
| 2018                                                                                    | «Let's Go See The Stars» (별 보러 가자) | —                 | Нет данных        | EIDER 18 F/W CF                        |
| "—" обозначает релизы, которые не попали в чарты или не были выпущены в данном регионе. |                                         |                   |                   |                                        |

### Студийные альбомы
| Год      | Название  |
| Японский | Японский  |
| -------- | --------- |
| 2020     | blue bird |

## Награды и номинации
| Награда                                | Год  | Категория                                                  | Работа                                                    | Результат | Ист.                    |
| -------------------------------------- | ---- | ---------------------------------------------------------- | --------------------------------------------------------- | --------- | ----------------------- |
| APAN Star Awards                       | 2015 | Лучший новый актёр                                         | Нэиль Кантабиле, Привет, Монстр!                          | Номинация |                         |
| APAN Star Awards                       | 2016 | Лучший новый актёр                                         | Ответ в 1988                                              | Победа    | [ 132 ]                 |
| APAN Star Awards                       | 2021 | Excellence Award, актёр мини-сериала                       | Записки юности                                            | Номинация | [ 133 ]                 |
| APAN Star Awards                       | 2021 | Награда за популярность, актёр                             | Записки юности                                            | Номинация | [ 134 ]                 |
| Asia Artist Awards                     | 2016 | Награда за популярность, актёр                             | Пак Погом                                                 | Номинация |                         |
| Asia Artist Awards                     | 2016 | Награда «Звезда Азии», актёр                               | Пак Погом                                                 | Победа    | [ 135 ]                 |
| Asia Artist Awards                     | 2016 | Награда «Лучшая звезда», актёр                             | Ответ в 1988, Лунный свет, нарисованный облаками          | Победа    | [ 136 ]                 |
| Asia Artist Awards                     | 2017 | Награда за популярность, актёр                             | Пак Погом                                                 | Номинация |                         |
| «Пэксан»                               | 2016 | Лучший новый актёр — кино                                  | Китайский квартал                                         | Номинация | [ 137 ]                 |
| «Пэксан»                               | 2016 | Наиболее популярный актёр — кино                           | Китайский квартал                                         | Номинация | [ 138 ]                 |
| «Пэксан»                               | 2016 | Наиболее популярный актёр — телевидение                    | Ответ в 1988                                              | Номинация | [ 139 ]                 |
| «Пэксан»                               | 2016 | Награда IQIYI «Глобальная звезда»                          | Пак Погом                                                 | Номинация | [ 140 ]                 |
| «Пэксан»                               | 2016 | Награда InStyle «Fashion Award»                            | Пак Погом                                                 | Победа    | [ 141 ]                 |
| «Пэксан»                               | 2017 | Лучшая мужская роль — телевидение                          | Лунный свет, нарисованный облаками                        | Номинация | [ 142 ]                 |
| «Пэксан»                               | 2017 | Наиболее популярный актёр — телевидение                    | Лунный свет, нарисованный облаками                        | Победа    | [ 142 ]                 |
| «Пэксан»                               | 2025 | Лучшая мужская роль — телевидение                          | Когда жизнь даёт тебе мандарины                           | Номинация | [ 143 ]                 |
| Телепремия «Голубой дракон»            | 2025 | Лучшая мужская роль                                        | Когда жизнь даёт тебе мандарины                           | Номинация | [ 144 ]                 |
| Телепремия «Голубой дракон»            | 2025 | Популярная звезда                                          | Пак Погом                                                 | Победа    | [ 145 ]                 |
| DramaFever Awards                      | 2016 | Лучшая восходящая звезда                                   | Ответ в 1988                                              | Победа    | [ 146 ]                 |
| DramaFever Awards                      | 2016 | Лучший поцелуй                                             | Пак Погом с Ли Хери Ответ в 1988                          | Победа    | [ 65 ] [ 147 ]          |
| Fashionista Awards                     | 2016 | Best Dresser of the Year                                   | Пак Погом                                                 | Победа    | [ 148 ]                 |
| Fashionista Awards                     | 2017 | Best Fashionista (Категория «Красная ковровая дорожка»)    | Пак Погом                                                 | Победа    |                         |
| Golden Cinematography Awards           | 2021 | Лучший новый актёр                                         | Со Бок                                                    | Победа    | [ 149 ]                 |
| InStyle Icons: Next Generation         | 2016 | Награда «Актёр нового поколения»                           | Пак Погом                                                 | Победа    | [ 149 ]                 |
| KBS Drama Awards                       | 2014 | Лучший новый актёр                                         | Нэиль Кантабиле, Чудесное время                           | Номинация | [ 150 ] [ 151 ] [ 152 ] |
| KBS Drama Awards                       | 2015 | Лучший актёр второго плана                                 | Привет, Монстр!                                           | Победа    | [ 150 ] [ 151 ] [ 152 ] |
| KBS Drama Awards                       | 2015 | Награда за популярность, актёр                             | Привет, Монстр!                                           | Победа    | [ 150 ] [ 151 ] [ 152 ] |
| KBS Drama Awards                       | 2016 | Гранд-приз (Дэсан)                                         | Лунный свет, нарисованный облаками                        | Номинация | [ 150 ] [ 151 ] [ 152 ] |
| KBS Drama Awards                       | 2016 | Top Excellence, актёр                                      | Лунный свет, нарисованный облаками                        | Победа    | [ 150 ] [ 151 ] [ 152 ] |
| KBS Drama Awards                       | 2016 | Excellence Award, актёр в дораме средней продолжительности | Лунный свет, нарисованный облаками                        | Номинация | [ 153 ]                 |
| KBS Drama Awards                       | 2016 | Награда нетизенов                                          | Лунный свет, нарисованный облаками                        | Победа    | [ 154 ]                 |
| KBS Drama Awards                       | 2016 | Лучшая пара                                                | Пак Погом с Ким Ю Чжон Лунный свет, нарисованный облаками | Победа    | [ 155 ]                 |
| KBS Entertainment Awards               | 2015 | Лучший новичок года                                        | Music Bank                                                | Победа    |                         |
| Главная награда Национального собрания | 2017 | Актёрская награда                                          | Пак Погом                                                 | Победа    | [ 156 ]                 |
| Korea Brand Awards                     | 2017 | Специальная награда                                        | Пак Погом                                                 | Победа    | [ 73 ]                  |
| Korea Drama Awards                     | 2016 | Excellence Award, актёр                                    | Ответ в 1988                                              | Номинация | [ 157 ]                 |
| Korea Drama Awards                     | 2017 | Top Excellence Award, актёр                                | Лунный свет, нарисованный облаками                        | Номинация | [ 158 ]                 |
| Korea Musical Awards                   | 2024 | Награда новому актёру                                      | Let Me Fly                                                | Номинация | [ 159 ]                 |
| Korea Tourism Awards                   | 2017 | Награда за особые достижения                               | Пак Погом                                                 | Победа    | [ 160 ]                 |
| Max Movie Awards                       | 2016 | Восходящая звезда                                          | Китайский квартал                                         | Победа    | [ 161 ]                 |
| Melodi Awards                          | 2016 | Most Influential Korean Drama Personality                  | Пак Погом                                                 | Победа    |                         |
| OSEN Awards                            | 2016 | Звезда года                                                | Пак Погом                                                 | Победа    | [ 162 ]                 |
| SBS Cult Two Show Awards               | 2016 | Наиболее упоминаемый                                       | Пак Погом                                                 | Победа    | [ 163 ]                 |
| Seoul International Drama Awards       | 2017 | Лучший корейский актёр                                     | Лунный свет, нарисованный облаками                        | Победа    | [ 164 ]                 |
| Soompi Awards                          | 2019 | Награда лучшей паре                                        | Пак Погом с Сон Хегё Бойфренд                             | Номинация | [ 164 ]                 |
| Style Icon Asia                        | 2016 | Икона стиля                                                | Пак Погом                                                 | Победа    | [ 164 ]                 |
| Top Chinese Music Awards               | 2016 | Лучший международный артист                                | Пак Погом                                                 | Победа    | [ 165 ]                 |
| tvN10 Awards                           | 2016 | Снято на телеканале tvN, актер драмы                       | Ответ в 1988                                              | Номинация |                         |
| tvN10 Awards                           | 2016 | Лучший поцелуй                                             | Пак Погом с Ли Хери Ответ в 1988                          | Номинация |                         |
| tvN10 Awards                           | 2016 | Награда «Звезда Азии»                                      | Ответ в 1988                                              | Победа    |                         |
| Yahoo! Asia Buzz Awards                | 2016 | Награда «Популярный артист Азии»                           | Пак Погом                                                 | Номинация |                         |

### Государственные премии
| Страна           | Организация                                                 | Год  | Награда                                           | Пр.     |
| ---------------- | ----------------------------------------------------------- | ---- | ------------------------------------------------- | ------- |
| Республика Корея | Награды в области корейской популярной культуры и искусства | 2017 | Благодарность министра культуры, спорта и туризма | [ 166 ] |
| Республика Корея | Награды в области корейской популярной культуры и искусства | 2022 | Благодарность премьер-министра                    | [ 167 ] |

### Списки
| Издатель     | Год  | Список                         | Место   | Ист.    |
| ------------ | ---- | ------------------------------ | ------- | ------- |
| Cine21       | 2024 | «Korean Film NEXT 50» — Актёры | Включён | [ 168 ] |
| Forbes       | 2017 | Korea Power Celebrity 40       | 1       | [ 169 ] |
| Forbes       | 2018 | Korea Power Celebrity 40       | 8       | [ 170 ] |
| Forbes       | 2019 | Korea Power Celebrity 40       | 18      | [ 171 ] |
| Forbes       | 2020 | Korea Power Celebrity 40       | 37      | [ 172 ] |
| Forbes       | 2022 | Korea Power Celebrity 40       | 40      | [ 173 ] |
| Forbes       | 2025 | Korea Power Celebrity 40       | 14      | [ 174 ] |
| Gallup Korea | 2016 | Gallup Korea’s Актёр года      | 1       | [ 175 ] |
| Gallup Korea | 2017 | Gallup Korea’s Актёр года      | 4       | [ 176 ] |
| Gallup Korea | 2018 | Gallup Korea’s Актёр года      | 4       | [ 46 ]  |
| Gallup Korea | 2019 | Gallup Korea’s Актёр года      | 4       | [ 177 ] |
| Gallup Korea | 2020 | Gallup Korea’s Актёр года      | 2       | [ 59 ]  |

### Комментарии
1. ↑  Иногда встречается написание Пак Богом и Пак Бо Гом.